# Re-engineering Humanity
Re-engineering Humanity é o livro escrito por Brett Frischmann e Evan Selinger e lançado em 2018 pela Cambrigde University Press. O livro tece uma análise crítica acerca das novas tecnologias de uma perspectiva distópica, incentivando a discussão para guiar a sociedade numa direção melhor.  
O livro aponta efeitos colaterais presentes em novidades tecnológicas tais como relógios fitness, contratos eletrônicos, redes sociais, assistentes robóticos, fake news, carros autônomos, entre outros, trazendo uma ótica acerca da auto-vigilância que estabelecemos em nós mesmos através dessas tecnologias que acabam por delinear novos comportamentos nocivos para a sociedade, o que é chamado de engenharia tecno-social. O livro aponta que esses comportamentos característicos de máquinas acabam por nos fazer perder parte de nossa humanidade.  
Uma crítica que é utilizada como exemplo é a modelagem dos contratos eletrônicos e termos de uso presentes na internet. Frischmann e Selinger criticam como os termos de uso tem leitura imprópria para os dispositivos e apresentam fácil aceitabilidade, induzindo o usuário à não-leitura do termo. Tal comportamento que foi moldado ao longo do tempo em plataformas tradicionais como o computador são utilizados inconscientemente em novas plataformas como smartphones e smart TVs, apesar dos termos indicarem coisas bastante diferentes. 
Re-engineering Humanity fala sobre quando a tecnologia diminui a humanidade, quando e como o comportamento humano se tornou programável, como detectar tais mudanças e quais aspectos da humanidade são importam no desenvolvimento de novas tecnologias.  O discurso acerca da moldagem de comportamento presente nas novas tecnologias ganhou força acerca dos recentes escandalos acerca do Escândalo de dados Facebook–Cambridge Analytica, reforçando o discurso em tom de alerta presente no livro. Re-engineering Humanity foi selecionado como um dos melhores livros de 2018 pelo The Guardian. 

## Sinopse
Todos os dias, novos alertas surgem sobre a inteligência artificial se rebelando contra nós. Todo o tempo, um dilema mais imediato voa abaixo do radar. Forças foram liberadas que estão empurrando a humanidade por um caminho mal aconselhado, que está cada vez mais nos fazendo se comportar como máquinas simples?
Neste abrangente livro interdisciplinar, Brett Frischmann e Evan Selinger examinam o que está acontecendo em nossas vidas, à medida que a sociedade adota o big data, a análise preditiva e os ambientes inteligentes. Eles explicam como o objetivo de projetar mundos programáveis anda de mãos dadas com a engenharia de pessoas previsíveis e programáveis. Detalhando novas estruturas, estudos de casos provocativos e experimentos mentais alucinantes, Frischmann e Selinger revelam conexões ocultas entre rastreadores de condicionamento físico, contratos eletrônicos, plataformas de mídia social, companheiros robóticos, notícias falsas, carros autônomos e muito mais. Essa poderosa análise deve ser lida por qualquer pessoa interessada em entender exatamente como a tecnologia ameaça o futuro de nossa sociedade e o que podemos fazer agora para construir algo melhor. 

## Teste de Turing Reverso
Dentre os conceitos construidos e levantados por Frischmann em seu livro, é desenvolvido o conceito do Teste de Turing Reverso como uma forma avaliar os efeitos da tecnologia na criação de "humanos que agem como máquinas". O teste de Turing foi criado por Alan Turing com objetivo de trazer uma abordagem empírica para avaliar se uma máquina consegue pensar de forma humana. Para tal, Turing propõe uma espécie de jogo de imitação. Um testador seria colocado em uma sala com um teclado e uma tela. Esse testador fariam uma conversa com outro desconhecido por meio desse teclado e tela. Os "desconhecidos" estariam em um dos dois quartos. Um conteria uma máquina e o outro conteria um humano. Ambos seriam capazes de se comunicar com o testador por meio de mensagens digitadas na tela. A alegação de Turing era de que, se o testador pudesse realizar uma longa e detalhada conversa com uma máquina sem saber se estava falando com uma máquina ou com um humano, poderíamos dizer que a máquina era capaz de pensar.
Frischmann afirma que o Teste de Turing é normalmente pensado de uma forma "human-first", isto é, se começa com o que significa ser humano e trabalha-se a partir daí para várias especulações sobre a criação de máquinas semelhantes às humanas. E se pensarmos sobre isso do outro lado? E se nós começarmos com o que significa ser uma máquina e, então, trabalharmos para várias especulações sobre a criação de seres humanos semelhantes a máquinas? Brett Frischmann propõe a mudar a perspectiva sobre o Teste de Turing e considerar o que significa ser uma máquina. A partir daí, se pergunta se os métodos atuais de engenharia sócio-técnica estão nos tornando mais semelhantes a máquinas. 
Para executar o teste, é necessário primeiramente encontrar alguma propriedade que associamos com máquinas, mas não com humanos, e ver se os humanos exibem essa propriedade. Adotando esse método, Frischmann propõe quatro critérios possíveis que poderiam fornecer a base para um Teste de Turing Reverso. Enquanto dois dos critérios são puramente provas de conceito, os outros dois refletem comportamentos emergentes na sociedade atual.

### Computação matemática
Se há uma coisa que as máquinas são boas nisso, está realizando cálculos matemáticos. Os computadores modernos são muito mais rápidos e confiáveis do que os humanos ao fazer isso. Então poderíamos usar essa habilidade para traçar a linha entre máquinas e humanos. Teríamos que nivelar o campo de jogo até certo ponto. Poderíamos atribuir um certo número de cálculos matemáticos para ser realizado em um determinado período de tempo e poderíamos diminuir o ritmo do computador até certo ponto. Poderíamos então seguir a configuração básica do Teste de Turing original e fazer com que tanto a máquina quanto o humano produzissem suas soluções para os cálculos matemáticos em uma tela.
Ao realizar este teste, provavelmente esperaríamos que o humano obtivesse respostas mais erradas e apresentasse alguma tendência de queda perceptível no desempenho ao longo do tempo. Se o humano não o fez, então poderíamos estar inclinados a dizer que eles são semelhantes a máquinas, pelo menos a esse respeito. Isso nos diria alguma coisa de significado metafísico ou moral mais profundo? Provavelmente não. Existem alguns humanos que são excepcionalmente bons em cálculos. Nós não necessariamente pensamos que eles são desumanos ou desumanizados por esse fato.

### Geração de números aleatórios
Aqui, o teste seria ver como as máquinas e os seres humanos são bons na produção de sequências aleatórias de números. Pelo que sabemos, nenhum dos dois é particularmente bom em produzir sequências verdadeiramente aleatórias de números, mas eles tendem a falhar em direções diferentes. Os humanos têm uma tendência a espaçar números em vez de agrupar sequências do mesmo número. Assim, usando a configuração do tradicional Teste de Turing novamente, poderíamos esperar ver mais aglomeração na sequência produzida pela máquina. Mas, novamente, se um humano falhou neste teste, provavelmente não nos diria algo de significado metafísico ou moral mais profundo. Pode nos dizer que eles sabem muito sobre aleatoriedade.

### Senso comum
É bem conhecido que, na resolução de problemas do dia-a-dia, os humanos dependem de um conjunto compartilhado de crenças e suposições sobre como o mundo funciona para sobreviver. Essas crenças e suposições compartilhadas formam o que poderíamos chamar de sabedoria "folclórica". As crenças e suposições muitas vezes não são explicitamente declaradas. Muitas vezes somos apenas conscientes deles quando estão ausentes. Mas é uma verdadeira luta para as máquinas obter acesso a essa sabedoria "popular". Desenvolvedores de máquinas têm que tornar explícito o mundo tácito da sabedoria popular e muitas vezes não conseguem fazê-lo. O resultado é que as máquinas freqüentemente não possuem o que chamamos de senso comum.
No entanto, e ao mesmo tempo, existem muitos seres humanos que supostamente não têm bom senso, por isso é bem possível usá-los como um critério em um Teste de Turing Reverso. Os detalhes da configuração do teste seriam complicados. Mas uma sugestão interessante do artigo de Frischmann é que o corpo da sabedoria popular a que nos referimos como senso comum pode estar sujeito a mudanças tecnologicamente induzidas. De fato, uma perda do senso comum pode resultar do excesso de confiança em ajudas tecnológicas.
Frischmann usa o exemplo dos mapas do Google para ilustrar essa ideia. Em vez de confiar nos métodos tradicionais para obter uma orientação e descobrir onde é preciso ir, mais e mais humanos estão terceirizando essa tarefa para aplicativos como o Google Maps. O resultado é que eles freqüentemente sacrificam seu próprio senso comum. Eles confiam demais no aplicativo e ignoram sinais externos óbvios que sugerem que estão indo pelo caminho errado. Essa pode ser uma das maneiras pelas quais nosso ambiente técnico-social está contribuindo para uma forma de desumanização.

### Racionalidade
A racionalidade é aqui entendida em seu sentido típico de decisão-teórica. Um tomador de decisão é racional se tiver preferências transitivas que elas buscam maximizar. É relativamente fácil programar uma máquina para seguir as regras da racionalidade. De fato, a capacidade de seguir tais regras de maneira rígida e algorítmica é muitas vezes considerada uma propriedade distinta da semelhança de uma máquina. Os humanos são muito menos racionais em seu comportamento. Uma literatura experimental rica e diversificada revelou vários preconceitos e heurísticas que os humanos confiam quando tomam decisões. Esses vieses e heurísticas nos levam a desviar das expectativas da teoria da escolha racional. Grande parte dessa literatura experimental baseia-se em seres humanos apresentados com problemas de escolha simples ou vinhetas. Esses problemas de escolha podem fornecer a base para um Teste de Turing Reverso. Os assuntos do teste podem ser apresentados com uma série de problemas de escolha. Esperaríamos que a máquina produzisse opções mais "racionais" quando comparadas ao humano. Se o humano é indistinguível da máquina em suas escolhas, podemos estar inclinados a chamá-los de "semelhantes a máquinas". 

## Críticas
Frischmann e Selinger fornecem um exame completo e equilibrado das compensações inerentes às tarefas de descarregamento e decisões aos computadores. Ao iluminar essas trocas muitas vezes intrincadas e ocultas e fornecer uma estrutura prática para avaliar e negociar, os autores nos dão o poder de fazer escolhas mais sábias.
Nicolas Carr - autor de The Glass Cage: Como nossos computadores estão nos modificando, do prefácio
"Re-Engineering Humanity" traz uma perspectiva pragmática, embora um tanto distópica, para os fenômenos tecnológicos de nossa época. Os humanos estão aprendendo máquinas e aprendemos com nossas experiências. Este livro me fez perguntar se as experiências que estamos proporcionando às nossas sociedades são, de fato, benéficas a longo prazo.
Vint Cerf - Co-inventor da Internet
Frischmann e Selinger mostram habilmente e de forma convincente por que deveríamos ter menos medo de robôs do que de nos tornarmos mais robóticos, nós mesmos. Este livro vai convencê-lo porque é tão importante incorporar tecnologias com valores humanos antes que eles nos incorporem.
Douglas Rushkoff - autor de Present Shock, Program ou Be Programmed, e Throwing Rocks no Google Bus
Brett Frischmann e Evan Selinger argumentam convincentemente que nosso Fitbit, Echo, Android e console de jogos, nossas páginas no Facebook, pesquisas no Google, perfis da Amazon e Netflix, dão muito menos do que eles recebem. Com passos minúsculos, quase imperceptíveis, fizemos uma barganha com engenheiros sociotécnicos da era digital que literalmente drena nossa humanidade e está pondo em perigo a liberdade, a autonomia e outros valores preciosos fundamentais para a existência humana significativa. Além de questões reconhecidamente importantes que exigem respostas políticas equilibradas, este livro inquietante é sobre o quadro geral. Todos nós devemos lê-lo e decidir, deliberadamente, se é um futuro que queremos para nós e para nossos filhos.
Helen Nissenbaum - Cornell Tech e autora de privacidade no contexto: tecnologia, política e integridade da vida social
Todo mundo está de repente preocupado com a tecnologia. As mídias sociais serão o fim da democracia? A automação vai eliminar empregos? A inteligência artificial tornará as pessoas obsoletas? Brett Frischmann e Evan Selinger ousadamente propõem que o problema não é o surgimento de máquinas "inteligentes", mas o emburrecimento da humanidade. Este livro refrescantemente filosófico pergunta o que é perdido quando terceirizamos nossa tomada de decisão para sistemas algorítmicos que não possuímos e que mal compreendemos. Melhor ainda, propõe maneiras conceituais e práticas de recuperar nossa autonomia e dignidade diante de novas formas de controle computacional.
Astra Taylor - autor de The People's Platform: Retirando o poder e o controle na era digital
"Uma conquista magnífica. Escrevendo na tradição de Neil Postman, Jacque Ellul e Marshall McLuhan, este livro é o retrato mais profundo e mais poderoso da década dos desafios à liberdade criados por nossa total compreensão da engenharia tecno-social abrangente. Um livro gratificante e estimulante que merece leituras repetidas e também pode levar você a reconsiderar como você vive a vida ”.
Tim Wu - Isidor e Sevilha Sulzbacher Professor de Direito, Columbia Law School e autor de The Attention Merchants
O livro Re-Engineering Humanity, de Brett Frischmann e Evan Selinger, nos ajudará a entender melhor a engenharia tecno-social e nos ajudará a pensar sobre o que queremos e o que não queremos em nosso futuro. Este é um trabalho incrível que deve ser estudado por todos os humanos pensantes. Ele captura detalhes sobre ameaças, documentando os muitos avisos que já estamos vendo.
Bob Gourley Fonte: CTO Vision
"Juntos, eles exploram como atividades comuns, como clicar nos termos legais de um aplicativo, são tão simples que nos" treinam "para não ler o conteúdo. Com o tempo, os autores temem que os humanos percam sua capacidade de julgamento, discriminação e auto-suficiência. Ou, como diz Douglas Rushkoff, um escritor de tecnologia: "Devemos ter menos medo de robôs do que de nos tornarmos mais robóticos".
Fonte: The Economist Online 
"... um livro recente e surpreendente ... [Re-Engineering Humanity] é uma exploração de como práticas cotidianas - como clicar para aceitar os termos legais de um aplicativo - são feitas de forma tão simples que somos efetivamente" treinados "para não ler o conteúdo. A menos que as coisas mudem, o domínio da tecnologia digital significa que, com o tempo, os humanos perderão sua capacidade de julgamento, discriminação e auto-suficiência.
John Naughton Fonte: The Guardian
"Em Reengineering Humanity, Brett Frischmann e Evan Selinger se aprofundaram no que está acontecendo por trás da 'felicidade barata' em nosso mundo totalmente conectado".
Doc Searles Fonte: Linux Journal
“Em nosso próprio tempo, como Frischmann e Selinger observam, os desenvolvedores de 'dispositivos inteligentes' e 'internet of things' que nos oferecem eficiência, em seguida, puxam uma isca-e-switch: em vez de nos enviar para usar nosso novo livre tempo em arte, beleza e educação, eles nos canalizam para colocar nosso tempo em mumblet

Adam Riggio Fonte: Social Epistemology Review and Reply Collective 